# Resolution 3379 der UN-Generalversammlung
Die UN-Resolution 3379 mit dem Titel „Beseitigung aller Formen der Rassendiskriminierung“ wurde am 10. November 1975 von der UN-Generalversammlung beschlossen. Sie bezeichnete den Zionismus als eine Form des Rassismus und der Rassendiskriminierung. Zudem stellte sie Israel in eine Reihe mit Südafrika und Rhodesien.
Sie wurde mit 72 zu 35 Stimmen bei 32 Enthaltungen angenommen. Die Ja-Stimmen stammten vor allem von den arabischen Staaten, von Staaten der Dritten Welt sowie des Ostblocks, darunter der Sowjetunion und der Deutschen Demokratischen Republik. Die meisten westlichen Staaten, darunter die USA, die Bundesrepublik Deutschland und Österreich, stimmten gegen die Resolution. Zudem boykottierten die USA die beiden ersten UN-Rassismuskonferenzen in den Jahren 1978 und 1983.
Nach dem Zusammenbruch der Sowjetunion und des Ostblocks nahm die UN-Generalversammlung die umstrittene Resolution am 16. Dezember 1991 mit 111 zu 25 Stimmen bei 13 Enthaltungen zurück (Resolution 46/86). Kein arabischer Staat stimmte für die Rücknahme. 1998 bezeichnete UN-Generalsekretär Kofi Annan die Resolution 3379 als einen „Tiefpunkt“ der Geschichte der Vereinten Nationen.

## Vorgeschichte
Kritische Äußerungen und Diskussionen zum Zionismus hatte es in der Vollversammlung der Vereinten Nationen schon seit spätestens den 1960er Jahren gegeben. In den Vereinten Nationen etablierte sich eine antiisraelische Koalition, die aus dem festen Kern von 19 arabischen Staaten sowie 16 Ostblock-Stimmen, den meisten der 47 Staaten der Organisation für Afrikanische Einheit und vielen Blockfreien bestand. Die antiisraelische Haltung intensivierte sich nach dem Sechstagekrieg 1967 und dem Jom-Kippur-Krieg 1973 und erreichte während der 28. bis 30. Sitzungsperiode der UN-Generalversammlung 1973 bis 1976 einen Höhepunkt. Mit den Resolutionen 3210 und 3236 wurde die Palästinensische Befreiungsorganisation (PLO) als „Repräsentantin des palästinensischen Volkes“ anerkannt, und mit der Resolution 3237 vom 22. November 1974 wurde der PLO ein offizieller Beobachterstatus bei den Vereinten Nationen eingeräumt. In der Resolution 3151 vom 14. Dezember 1973, in der es um die Verurteilung Südafrikas ging, wurde „besonders die unheilige Allianz zwischen portugiesischem Kolonialismus, südafrikanischem Rassismus, Zionismus und israelischem Imperialismus“ verurteilt. Es folgten am 10. November 1975 die Resolutionen 3375 (die PLO sollte als Vertreterin des palästinensischen Volkes gleichberechtigt an allen Konferenzen, die den Mittleren Osten betrafen, teilnehmen) und 3376 (Etablierung eines Komitees zur Implementierung der Rechte des palästinensischen Volkes und Aufforderung des UN-Sicherheitsrats sich für diese Rechte einzusetzen).
Am 10. November 1973 hatte die UN-Generalversammlung die „Dekade gegen den Rassismus“ ausgerufen. Die Hauptzielrichtung war gegen das Apartheid-Regime in Südafrika gerichtet. Am 2. Oktober 1975 brachten die Vertreter Kubas, des Südjemens, Libyens und Syriens einen gemeinsamen Antrag (A/C. 3/L.2157) in die Vollversammlung ein, dass bei allen UN-Entschließungen gegen Rassismus auch der Zionismus mitverurteilt werden sollte. Der Antrag wurde nach heftigem Widerstand der Vereinigten Staaten und vieler westeuropäischer, lateinamerikanischer und afrikanischer Staaten wieder zurückgezogen. Die letzteren fürchteten, dass die eigentliche Stoßrichtung gegen die Apartheid dadurch verwässert würde. Am 16. Oktober 1975 brachte Somalia, unterstützt durch 19 arabische Staaten, zwei westafrikanische Staaten (Dahomey und Guinea), Afghanistan, Kuba und die Ukrainische SSR einen neuen Resolutionsentwurf ein (A/C. 3/6.2159), der sich ausschließlich mit dem Zionismus befasste. Nachdem der Entwurf das vorbereitende Komitee passiert hatte und Versuche, die Abstimmung darüber zu vertagen, gescheitert waren, kam die Resolution am 10. November 1975 zur Abstimmung vor die UN-Vollversammlung.

## Inhalt der Resolution
Der Inhalt der Resolution bestand, nach einer langen Präambel, in der auf verschiedene vorangegangene Resolutionen und internationale Konferenzen gegen Rassismus Bezug genommen wurde, letztlich nur aus einem einzigen Satz:

“The General Assembly, […], Determines that zionism is a form of racism and racial discrimination.”

„Die Generalversammlung, [...], stellt fest, dass der Zionismus eine Form von Rassismus und Rassendiskriminierung ist.“

## Abstimmungsverhalten
Das Abstimmungsverhalten war wie folgt:
| Votum             | Zahl | Staaten | Stimmen in Prozent | in Prozent der UN-Mitgliedsstaaten |
| ----------------- | ---- | --- | ------------------ | ---------------------------------- |
| Ja                | 72   | Ägypten, Äquatorialguinea, Afghanistan, Albanien, Algerien, Bahrain, Bangladesch, Belarussische SSR, Brasilien, Bulgarien, Burundi, Volksrepublik China, Dahomey, Deutsche Demokratische Republik, Gambia, Grenada, Guinea, Guinea-Bissau, Guyana, Indien, Indonesien, Iran, Irak, Jemen, Demokratische Volksrepublik Jemen, Jordanien, Jugoslawien, Kambodscha, Vereinigte Republik Kamerun, Kap Verde, Katar, Volksrepublik Kongo, Kuba, Kuwait, Laos, Libanon, Libysche Arabische Republik, Madagaskar, Malaysia, Malediven, Mali, Malta, Marokko, Mauretanien, Mexiko, Mongolei, Mosambik, Niger, Nigeria, Oman, Pakistan, Polen, Portugal, Ruanda, São Tomé und Príncipe, Saudi-Arabien, Senegal, Somalia, Sowjetunion, Sri Lanka, Sudan, Syrien, Vereinigte Republik Tansania, Tschad, Tschechoslowakei, Tunesien, Türkei, Uganda, Ukrainische SSR, Ungarn, Vereinigte Arabische Emirate, Zypern | 51,8 %             | 50,7 %                             |
| Nein              | 35   | Australien, Bahamas, Barbados, Belgien, Costa Rica, Dänemark, Bundesrepublik Deutschland, Dominikanische Republik, Elfenbeinküste, El Salvador, Fidschi, Finnland, Frankreich, Haiti, Honduras, Irland, Island, Israel, Italien, Kanada, Liberia, Luxemburg, Malawi, Neuseeland, Nicaragua, Niederlande, Norwegen, Österreich, Panama, Schweden, Swasiland, Uruguay, Vereinigtes Königreich, Vereinigte Staaten, Zentralafrikanische Republik | 25,2 %             | 24,6 %                             |
| Enthaltung        | 32   | Äthiopien, Argentinien, Bhutan, Bolivien, Botswana, Birma, Chile, Ecuador, Gabun, Ghana, Griechenland, Guatemala, Jamaika, Japan, Kenia, Kolumbien, Lesotho, Mauritius, Nepal, Obervolta, Papua-Neuguinea, Paraguay, Peru, Philippinen, Sambia, Sierra Leone, Singapur, Thailand, Togo, Trinidad und Tobago, Venezuela, Zaire | 23,0 %             | 22,5 %                             |
| Keine Stimmabgabe | 3    | Rumänien, Spanien, Südafrika | –                  | 2,1 %                              |
| Nichtmitglieder   | –    | Angola, Nordkorea, Südkorea, Republik China (Taiwan), Rhodesien, Schweiz, Nordvietnam, Südvietnam | –                  | –                                  |
| Gesamt            | 142  | – | 100,0 %            | 100,0 %                            |

## Reaktionen
Während sich die Gegner Israels in der arabischen Welt bestätigt fühlten, waren die Reaktionen in der westlichen Welt ganz überwiegend negativ. Am 11. November 1975 verurteilte der US-amerikanische Kongress (Senat und Repräsentantenhaus) die Resolution einstimmig als „zum Antisemitismus beitragend“, forderte die UN-Generalversammlung zur Rücknahme derselben auf und sprach sich gegen eine Beteiligung der Vereinigten Staaten an der „Dekade gegen Rassismus“ aus. US-Außenminister Henry Kissinger erklärte am selben Tag, dass die Vereinigten Staaten „die Resolution ignorieren und ihr keine Beachtung schenken“ würden. Die Vereinten Nationen würden sich selbst schaden, wenn sie so weitermachten. Bei einer Bundestagsdebatte am 27. November 1975 erklärte Staatsminister Hans-Jürgen Wischnewski auf eine entsprechende Anfrage der Abgeordneten Lieselotte Berger aus Berlin, dass die deutsche Bundesregierung die Resolution als nicht mit der UN-Charta vereinbar und jeder Grundlage entbehrend verurteile. Weitere Maßnahmen lehnte Wischnewski als nicht realistisch oder erfolgversprechend ab.